# Rio Arcuş
O Rio Arcuş é um rio da Romênia afluente do rio Olt, localizado no distrito de Covasna.